# Новогиреево (станция метро)
«Новогире́ево» — станция Московского метрополитена на Калининской линии. Расположена под Зелёным проспектом на его пересечении со Свободным проспектом по адресу «Зелёный проспект, 81А» на территории района Новогиреево (ВАО), по которому и получила своё название. Открыта 30 декабря 1979 года в составе участка «Марксистская» — «Новогиреево». Колонная трёхпролётная мелкого заложения с одной островной платформой.
С момента открытия в 1979 году и до ввода в строй станции «Новокосино» в 2012 году данная станция являлась конечной.

## История
Станция открыта 30 декабря 1979 года в составе участка «Марксистская» — «Новогиреево», после ввода в эксплуатацию которого в Московском метрополитене стало 114 станций. Названа по одноимённому жилому массиву Москвы. Жилой массив, в свою очередь, назван в честь находившегося на его месте снесённого дачного посёлка Новогиреево. Посёлок был построен в 1905-1907 годах Торлецкими, владельцами примыкавшего с севера к Новогирееву села Гиреево.

## Вестибюли
У станции два подземных вестибюля. К западному ведёт эскалатор, работающий только на подъём, и лестница, к восточному — только лестница. Оба вестибюля ведут в переходы под Зелёным проспектом, и выходы из каждого перехода на обе стороны от оси перехода. Таким образом, всего у станции фактически восемь выходов.

## Станция в цифрах
- Код станции — 079.
- В марте 2002 года пассажиропоток составлял: по входу — 121,8 тысячи человек, по выходу — 118,3 тысячи человек[1]. В настоящее время после продления линии в Новокосино пассажиропоток на станции снизился.
- Время открытия станции для входа пассажиров — 5 часов 25 минут, время закрытия — в 1 час ночи[2].
- Таблица времени прохождения первого поезда через станцию[3]:

| По чётным числам               | Будние дни | Выходные дни |
| По нечётным числам             | Будние дни | Выходные дни |
| В сторону станции «Перово»     | 05:30:00   | 05:30:00     |
| В сторону станции «Перово»     | 05:30:00   | 05:30:00     |
| В сторону станции «Новокосино» | 06:00:00   | 06:00:00     |
| В сторону станции «Новокосино» | 06:00:00   | 06:00:00     |

## Техническая характеристика
Конструкция станции — колонная трёхпролётная мелкого заложения (глубина заложения — 9 метров). Сооружена из сборных конструкций на основе типового проекта. На станции 2 ряда по 26 колонн с шагом 7,5 м (увеличен по сравнению с типовым проектом).

## Оформление

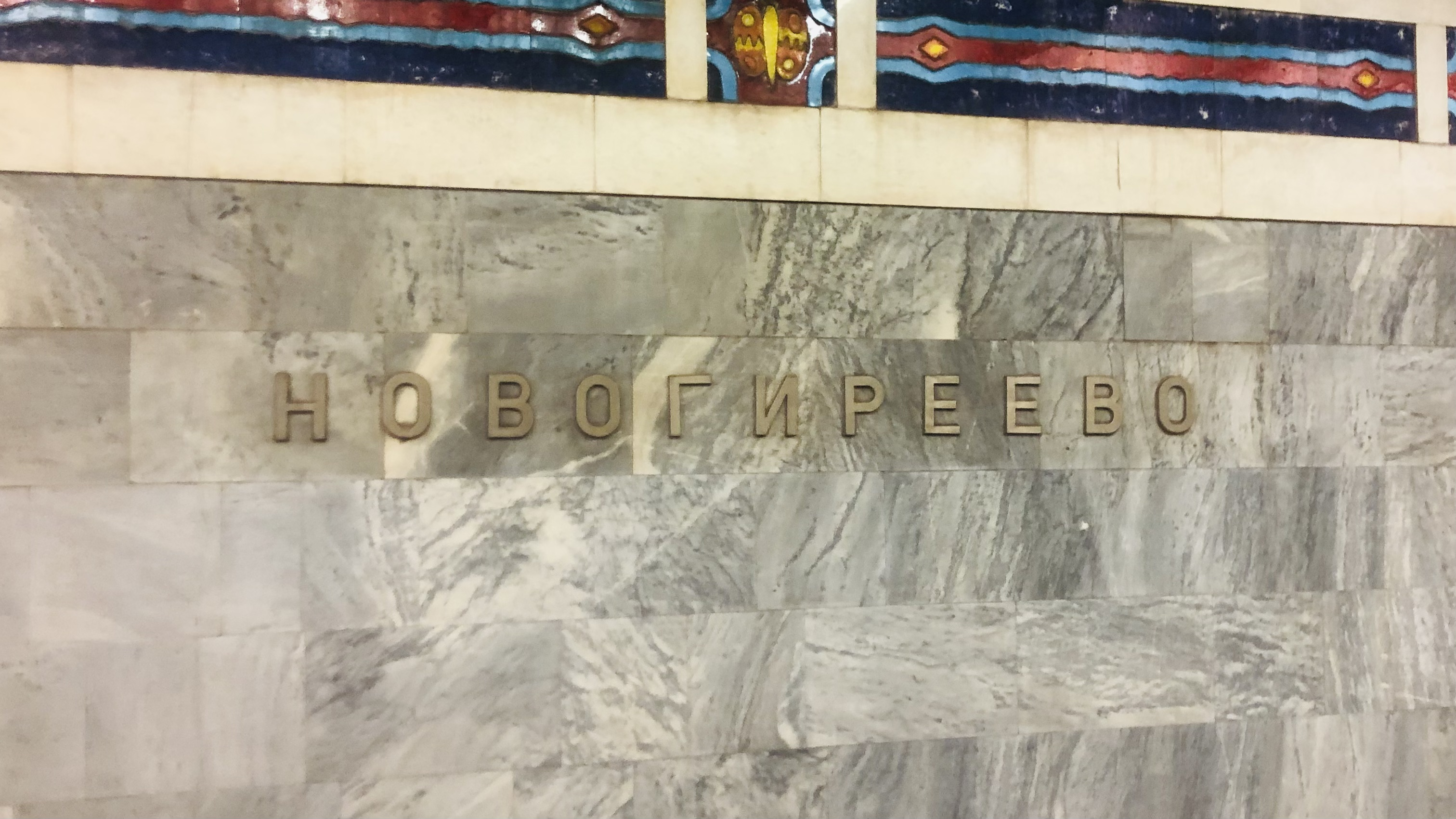
Название на путевой стене

Архитектурное и художественное оформление станции посвящено теме «Международный год ребёнка» (1979 год). Авторы-архитекторы Р. И. Погребной и И. В. Плюхин.
Колонны станции отделаны светлым мрамором и украшены ярким разноцветным фризом из стеклокристаллита с сюжетами на тему природы Подмосковья (художник А. Н. Кузнецов). Путевые стены отделаны светлым мрамором в верхней части и серо-голубым мрамором «уфалей» в нижней части, на них также размещён цветной фриз. Пол выложен красным и коричневым гранитом, полосы белого мрамора разделяют его на квадраты. Светильники скрыты в ребристом потолке.

## Путевое развитие
За станцией находятся два пути, используемых для оборота и ночного отстоя составов, и двухпутная соединительная ветвь в электродепо «Новогиреево».

## Наземный общественный транспорт

### Городской
На этой станции можно пересесть на следующие маршруты городского пассажирского транспорта:
- Автобусы: м64, 21, 237, 247, 276, 314, 617, 635, 645, 659, 662, 674, 776, 884, т77, н4
- Трамваи: 36, 37

### Областной
- Автобусы: 17Р, 193, 110, 110Н
- Маршрутные такси: 579к, 533к, 1169, 1209к, 108к, 1176, 125к

## В культуре

### Компьютерные игры
Станция «Новогиреево» под названием «Пролетарская», которое носит другая станция Московского метрополитена, воссоздана в дополнении (моде) «Metrostroi Subway Simulator» к игре «Garry's Mod» в Steam на карте Crossline Redux с вымышленной линией. Станция была смоделирована «игроками-энтузиастами» и подключена к системе СЦБ с несуществующей на ней в реальности основным средством сигнализации (безопасности движения) в виде автоблокировки со светофорами и защитными участками, дополненной АЛС-АРС и функционирует в виде аддонов в Steam Workshop (на Калининской линии в качестве основного средства сигнализации используется АЛС-АРС без автостопов и защитных участков с нормально погашенными светофорами автоматического действия). Дополнение отличается от других компьютерных симуляторов поезда высокой реалистичностью и широкой кастомизацией каких-либо действий.